# Симптом Бумке
Симптом Бумке (феномен Бумке, зрачок Бумке, симптом Вестфаля-Бумке) — преходящее спонтанное расширение зрачков с отсутствием аналогичной реакции под влиянием психического переживания или болевого раздражения.

## История иэпонимия
Впервые симптом был описан и исследован в 1904, при изучении  шизофрении, немецким психиатром и невропатологом О. Бумке, пытавшимся найти объективное материалистическое проявление психопатологических симптомов. В 1933 немецким терапевтом, психиатром и невропатологом А. К. О. Вестфалем и его учеником, психиатром и нейроофтальмологом, О. Ловенштейном, симптом был исследован и описан не только при глубоком кататоническом ступоре, но и при энцефалите Экономо.

## Патогенез
У психически здоровых людей эмоциональные психические процессы сопровождаются движениями зрачков. Зрачки всегда расширяются во время аффекта, активной умственной работы и особенно при реакции на боль. Во время особо сильного чувства страха зрачки максимально расширяются и не реагируют на свет.
У больных шизофренией патофизиологическим субстратом симптома Бумке является ригидность мышц радужной оболочки (дилататора и сфинктера зрачка) вследствие чрезмерного возбуждения симпатической нервной системы. В результате зрачок определённое время (от нескольких секунд до нескольких дней) расширен и в то же время не происходит процесс аккомодации и конвергенции и отсутствует реакция на свет.

## Болезни, для которых характерен симптом
По данным исследования О. Бумке, симптом встречается у 60 % больных шизофренией. В основном при шизофрении он возникает при кататоническом ступоре. Также он встречается при летаргическом энцефалите.